# (82) Alcmena
(82) Alcmena es un asteroide perteneciente al cinturón de asteroides descubierto por Karl Theodor Robert Luther el 27 de noviembre de 1864 desde el observatorio de Düsseldorf-Bilk, Alemania.
Está nombrado por Alcmena, un personaje de la mitología griega.

## Características orbitales
Alcmena orbita a una distancia media del Sol de 2,766 ua, pudiendo alejarse hasta 3,37 ua. Tiene una excentricidad de 0,2186 y una inclinación orbital de 2,829° Emplea en completar una órbita alrededor del Sol 1680 días.